# Buick Reatta
A Buick Reatta egy 3,8 literes, V6-os motorral szerelt luxus-sportkupé, melyet a General Motors Buick alosztálya gyártott 1988 és 1991 között, Lansingben, Michiganben. A gyártási időszak alatt ez volt a Buick által kínált egyetlen sportautó és ez volt a gyártó első kétüléses autója az 1940-es Buick 46 óta. Sportautó mivolta ellenére kizárólag automata sebességváltóval volt kapható. A Cadillac Allantéhoz hasonlóan a General Motors E-alvázának egy rövidített változatára épült, csakúgy, mint a Cadillac Eldorado, az Oldsmobile Toronado és a Cadillac Seville egyes generációi vagy például a Buick Riviera, mellyel sok egyéb műszaki megoldáson is osztozott.

## Modelltörténet

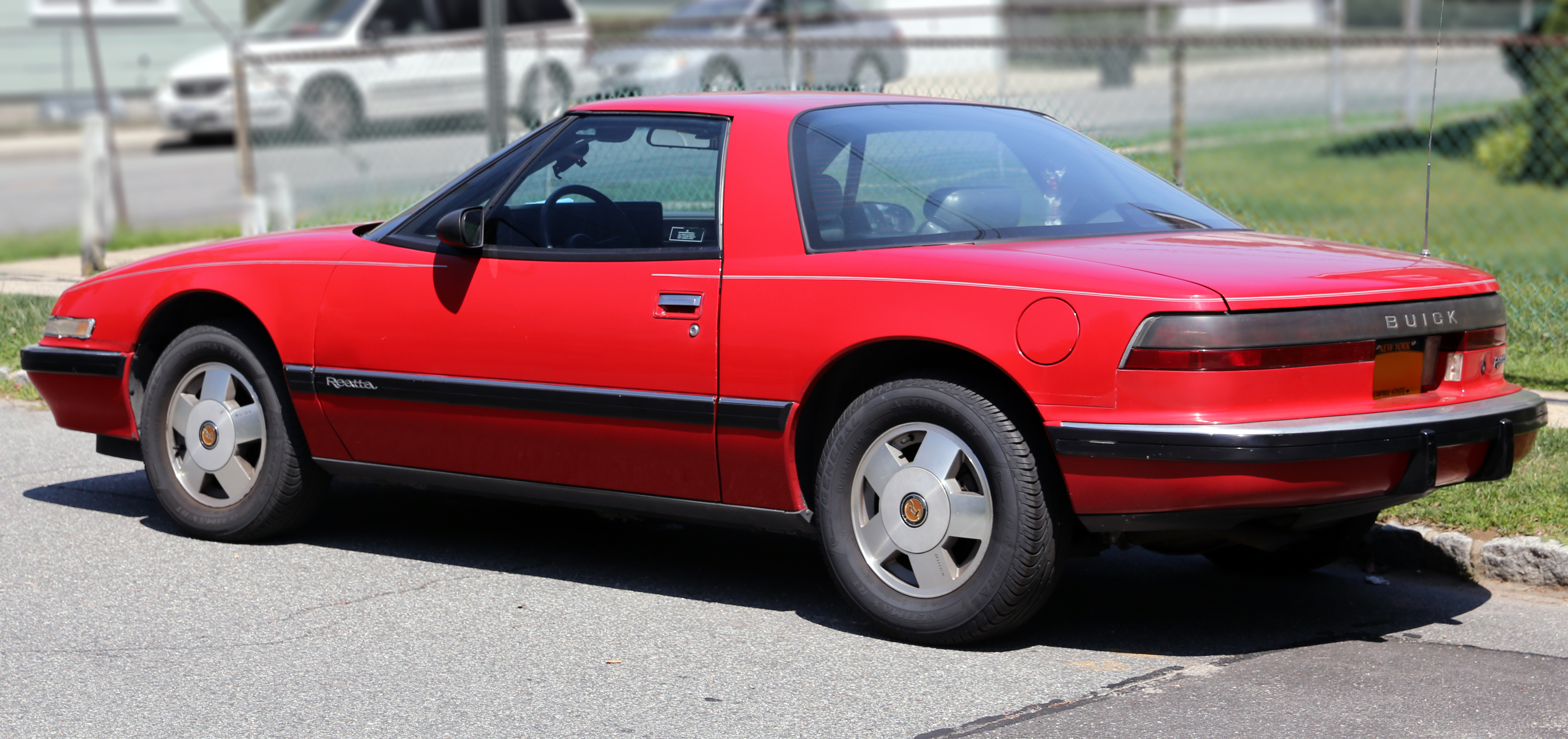
A Buick Reatta hátulról

A Reatta különleges formatervével könnyedén megragadta a figyelmet a kor autói között, egyik legfőbb érdekessége mégis az volt, hogy kézzel szerelték össze, ami meglehetősen szokatlan egy tömeggyártott modell esetében. A gyártás a Buick Lansing Craft Centre gyárán belül kisebb állomásokon zajlott, ahol különlegesen képzett dolgozók várták az alkatrészeket. Az összeszerelés során kizárólag az alkatrészek egyik állomásról a másikra való mozgatásához vett igénybe gépi segítséget a gyár. A fényezést a PPG Industries cég végezte alvállalkozóként, szintén a helyszínen.
A kocsi 1988-tól vált elérhetővé a vásárlók számára, kétajtós kupéként, majd 1990-ben megjelent a kabrió változat is. A motortérbe a Buick 3,8 literes, V6-os motorja került, keresztben elhelyezve. Ez 165 lóerős (123 (kW) teljesítmény és 285 Nm-es nyomaték leadására volt képes. 1991-ben a motor kisebb átalakításon esett át, aminek köszönhetően a teljesítménye 170 lóerőre (127 kW), nyomatéka pedig 298 Nm-re nőtt. Az elsőkerék-meghajtású Reattába előre és hátulra is független felfüggesztés, négy tárcsafék és ABS került. Végsebessége elektronikusan 125 mph-ra (201 km/h) volt korlátozva, fogyasztása pedig a gyári adatok szerint 13,1 liter volt száz kilométeren városban és 8,7 liter országúton.
A Reatta tervezése az 1980-as évek elején-közepén kezdődött meg, amikor Buick több modelljéből is kínált nagyteljesítményű változatokat, ilyen volt például a turbós Buick GNX. Azonban mielőtt még befejeződött volna az új modell megtervezése, a gyár úgy döntött, hogy inkább megtartja komoly, megfontolt imidzsét, mely jobban illett a Buick vásárlóközönségének nagy részét kitevő idősebb ügyfelekhez. Az így létrejött kocsi külseje ugyan sportos lett, de teljesítménye elmaradt valódi sportautókétól. Egyes vélemények szerint a Buick döntésében az is közrejátszott, hogy akkoriban a General Motorsnak nem állt a rendelkezésére olyan sebességváltó-differenciálmű egység, mely tartósan kibírta volna a turbófeltöltős motorok általi többletterhelést.
A Buick úgy tervezte, hogy a Reatta lesz az egyik zászlóshajója és évente húszezer eladott példányra számított, a valódi eladási mutatók viszont annyira gyengék voltak, hogy a General Motors 1991 első felében úgy döntött, hogy leállítja a gyártását.

## Érintőképernyős műszeregység

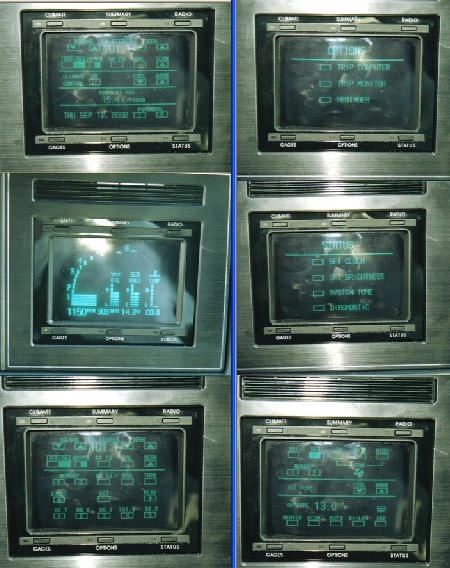
Az érintőképernyős Electronic Control Center

A Reattához a Rivierához hasonlóan a gyártás első két évében a középkonzolon elhelyezkedő, érintőképernyős műszeregység járt, melyet hivatalosan Electronic Control Centernek (elektronikus irányítóközpont) vagy rövidítve ECC-nek hívtak. Erről volt vezérelhető a rádió és a légkondicionáló, valamint folyamatosan leolvashatók voltak róla a kocsi elektromos berendezései és szenzorai által küldött adatok, így a hibák megtalálásához nem volt szükség külön diagnosztikai szkennerre. Az ECC emellett fedélzeti számítógépként is szolgált, valamint időpont-emlékeztetést és sebességtúllépés-figyelést is be lehetett állítani rajta. A maga idejében ultramodernnek számító berendezés azonban nem nyerte el a Buick nagyrészt idősebbekből álló vásárlói rétegének tetszését.
Az 1990 és 1991 között készülő Reattákat így egy egyszerűbb, hagyományosabb és az idősebb vásárlók számára kényelmesebb középkonzollal szerelték, mely egy nyomógo – os rádiót (vagy extraként CD-lejátszót) és különálló klímavezérlő-egységet foglalt magában. Utóbbi go – jai és kijelzője egyúttal diagnosztikai szerepet is betöltöttek, így továbbra sem volt szükség külön szkennerre a hibák és hibakódok kiolvasásához, a fedélzeti számítógép azonban teljesen eltűnt a kocsiból.

## Alapfelszereltség és extrák
A Reatta egy luxus-sportkupé volt, így alapból is gazdagon felszerelt volt. Kiadásakor az egyetlen választható extra a tizenhat irányban állítható elektromos ülés volt az alapfelszereltség részét képező hat irányban állítható helyett. Néhány hónappal később megjelent a napfénytető, mint felárért rendelhető kiegészítő. 1989-ben megjelent a kulcs nélküli nyitás, ami az alapfelszereltség része lett, 1990-től, az érintőképernyős műszeregység lecserélése után pedig az alapárért cserébe már vezetőoldali légzsák is járt. Ugyanekkor került fel az extralistára a hagyományos rádió helyett választható CD-lejátszó. 1991-ben a Reatta műszakilag is megújult, az LN3 kódjelű motor helyére a modernebb L27 került, míg 4T60 típusú automata váltót a 4T60-E váltotta. Emellett új, 16 colos kerekeket, Twilight Sentinel fényszóróvezérlőt és könyöktámaszba épített pohártartót is kapott az autó.
Minden Reattához járt egy bőrkötésű mappa, benne a használati útmutatóval és egy tollal. 1990-től cipzáros mappa járt a kocsihoz, melyben a használati útmutatón és a tollon kívül többek között volt egy zseblámpa és egy keréknyomásmérő is, valamint egy úgynevezett gyártási napló, melyben a gyártás különböző állomásait felügyelő minőségellenőrök aláírásai voltak. A Buick ezzel is sugallni akarta, hogy a Reatta különleges odafigyeléssel készült.

## Kabrió

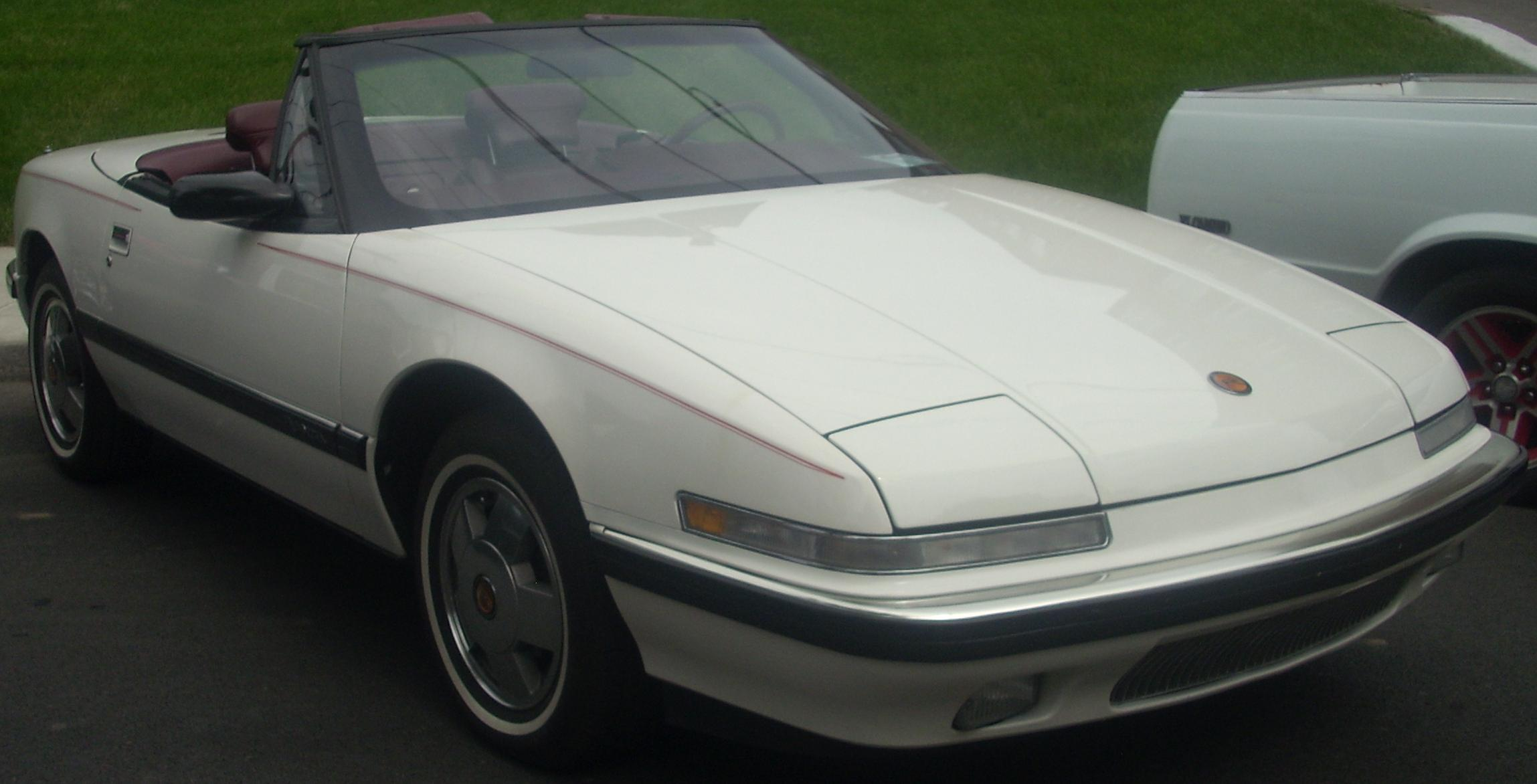
A Reatta kabrió változata

A kabrió változatot az American Specialty Cars (ASC) tervezte és 1990 és 1991 között készült. A tető vászonból vagy szövetből készült, a hátsó ablak pedig valódi üveg volt, elektronikus jégtelenítővel. Lenyitott állapotban az összecsukott tetőt egy merev fedél védte. A luxusfelszereltség ellenére a kabrió tetejét kézzel kellett le- és felhajtani, 1991-ben azonban kiegészült egy kis elektronikus szerkezettel, melynek az volt a célja, hogy a lenyitott, összehajtott tetőt minél inkább egy helyben tartsa menet közben.

## Select Sixty
1988-ban a hatvan legjobb Buick kereskedő részt vehetett egy "Select Sixty" progra – an, mely során különleges Reattákat adhattak el. A Select Sixty kivitelből körülbelül 55 darab készült (így nem jutott mindegyik kereskedésbe), melyek közül mindegyik autó fekete volt, cserszínű beltérrel. Emellett a kocsik egyetlen különlegessége az volt, hogy speciális, "Select Sixty" feliratú e – léma került a motorháztetőre, illetve az értékesítési kódjuk is eltérő volt a hagyományos változatoktól. Nem mindegyik ilyen Reattára került fel a különleges orre – léma, mivel ezeket utólag, külön kapták meg a kereskedők és több példányt addigra már eladtak.
1990-ben újraindult a Select Sixty program, ezúttal 65 különleges Reatta került piacra. Ezek mind kabriók voltak, fehér fényezéssel és több olyan felszerelést és kiegészítőt tartalmaztak, melyek a hagyományos modellekben csak 1991-től vált elérhetővé. Ilyen volt például a tűzpiros belsőtér (a gránátvörös helyett), a fehér kagylóülések, a 16 colos kerekek és a pohártartó. Ezek is megkapták a különleges orre – lémát.

## Gyártási adatok
A hivatalosan elfogadott vélemény szerint a Reatta gyártása 1988 januárjában kezdődött és 1991. május 10-én ért véget, azonban vannak tulajdonosok, akik állításuk szerint okiratokkal tudják igazolni, hogy az ő autójuk ezeknél a dátumoknál korábban vagy később készült. A hosszú tervezési folyamat és a kézi gyártás miatt valóban nem egyszerű megállapítani, hogy pontosan mikor kezdődött és mikor fejeződött be a kocsi gyártása.
| Év     | 4EC97 Kupé | 4EC67 Kabrió | Összesen | Megjegyzés |
| ------ | ---------- | ------------ | -------- | --- |
| 1988   | 4708       | 0            | 4708     | A gyártás első éve                                                                                            |
| 1989   | 7009       | 0            | 7009     | Új motorháztető-e – léma, kulcs nélküli nyitás, választható napfénytető                                       |
| 1990   | 6383       | 2132         | 8515     | A kabrió első éve, új középkonzol, kormányba épített légzsák, a Select Sixty modell 16 colos kerekeket kapott |
| 1991   | 1214       | 305          | 1519     | 16 colos kerekek, portolt hengerfej, erősebb motor, elektronikus vezérlésű automata váltó, ABS, pohártartó    |
| Total: | Total:     | Total:       | 21 751   | |

## Külső hivatkozások
- Egy Reatta-rajongói klub honlapja
- Reatta-farm

## Fordítás
Ez a szócikk részben vagy egészben  a   Buick Reatta című angol Wikipédia-szócikk fordításán alapul.  Az eredeti cikk szerkesztőit annak laptörténete sorolja fel. Ez a jelzés csupán a megfogalmazás eredetét és a szerzői jogokat jelzi, nem szolgál a cikkben szereplő információk forrásmegjelöléseként.